# Jörgen Grubb
Lars Jörgen Grubb, född 13 mars 1962 i Fosie församling i Malmö, är en svensk politiker (sverigedemokrat). Han är ordinarie riksdagsledamot sedan 2018, invald för Östergötlands läns valkrets.
I riksdagen är han suppleant i bland annat finansutskottet, justitieutskottet, konstitutionsutskottet, skatteutskottet, trafikutskottet och utbildningsutskottet.
Grubb har uppmärksammats för att i text angripa journalister. 